# Episodi di Intelligence (serie televisiva 2014)
La prima ed unica stagione della serie televisiva Intelligence è stata trasmessa sul canale statunitense CBS dal 7 gennaio al 31 marzo 2014.
In Italia è andata in onda su Rai 2 dal 9 marzo al 12 maggio 2014.
| nº | Titolo originale              | Titolo italiano                | Prima TV USA     | Prima TV Italia |
| -- | ----------------------------- | ------------------------------ | ---------------- | --------------- |
| 1  | Pilot                         | Prima missione                 | 7 gennaio 2014   | 9 marzo 2014    |
| 2  | Patient Zero                  | Paziente zero                  | 13 gennaio 2014  | 16 marzo 2014   |
| 3  | Red X                         | Red X                          | 20 gennaio 2014  | 23 marzo 2014   |
| 4  | Secrets of the Secret Service | I segreti del servizio segreto | 27 gennaio 2014  | 31 marzo 2014   |
| 5  | The Rescue                    | Corsa contro il tempo          | 3 febbraio 2014  | 7 aprile 2014   |
| 6  | Mei Chen Returns              | Mei Chen: il ritorno           | 10 febbraio 2014 | 7 aprile 2014   |
| 7  | Delta Force                   | Delta Force                    | 17 febbraio 2014 | 21 aprile 2014  |
| 8  | The grey hat                  | L'Hacker                       | 24 febbraio 2014 | 21 aprile 2014  |
| 9  | Cain and Gabriel              | Ostaggi                        | 3 marzo 2014     | 28 aprile 2014  |
| 10 | Athens                        | Lista Athens                   | 10 marzo 2014    | 5 maggio 2014   |
| 11 | Size matters                  | Le dimensioni contano          | 17 marzo 2014    | 5 maggio 2014   |
| 12 | The Event Horizon             | Il diluvio                     | 24 marzo 2014    | 12 maggio 2014  |
| 13 | Being Human                   | Umano                          | 31 marzo 2014    | 12 maggio 2014  |